# Pinnixa monodactyla
Pinnixa monodactyla is een krabbensoort uit de familie van de Pinnotheridae. De wetenschappelijke naam van de soort is voor het eerst geldig gepubliceerd in 1818 door Say.